# 니컬러스 캐천바크
니컬러스 드벨빌 캐천바크(Nicholas deBelleville Katzenbach, 1922년 1월 17일 ~ 2012년 5월 8일)는 미국의 중요한 변호사이자 공무원이었다.  그는 미국을 위하여 최고 변호사를 지내 린든 B. 존슨 대통령 아래 제65대 법무장관으로 알려졌다.  그 전에 그는 존 F. 케네디 대통령 아래 법무부 차관이었다.  그는 미국 역사에서 많은 중요한 사건들, 특히 흑인 민권 운동에서 중요한 역할을 했다.

## 초기 생애와 교육
펜실베이니아주 필라델피아에서 태어나 뉴저지주 트렌턴에서 자라왔다.  그의 부친 에드워드 L. 캐천바크는 뉴저지주를 위한 지방 검사였고 모친 마리 힐슨 캐천바크는 뉴저지주 교육위원회를 이끄는 데 첫 여성이었다.
니컬러스는 필립 엑시터 아카데미로 가고 그러고나서 프린스턴 대학교로 받아들여졌다.  1941년 진주만 공격이 있던 후에 그는 제2차 세계 대전 동안 미국 육군 항공대에 입대히였다.  그는 B-25 폭격기에 탐험가였으며 그의 전투기는 1943년 지중해에 격추되었다. 
그는 독일과 이탈리아에 있는 포로 수용소에사 2년 이상을 보냈다.  이 수용소들 중의 하나는 "위대한 탈출"로 유명했던 슈탈라크 루프트 3호였다.  니컬러스는 이 탈출 계획과 도움을 주었다.  포로로 지낸 동안 그는 많은 책들을 읽고 법에 대한 비공식적 수업 마저 강의하였따.
전쟁이 끝난 후, 그는 1945년 프린스턴 대학교에서 자신의 학위를 끝냈다.  그러고나서 그는 예일 법학대학원에서 법학학사를 취득하였다.  그는 로즈 장학생으로서 잉글랜드의 옥스퍼드 대학교 베일리얼 칼리지에서 수학하기도 했다.
1946년 캐천바크는 리디아 킹 펠프스 스탁스에게 결혼하여 4명의 자녀를 두었다.

## 정부에 봉사
1950년부터 1952년까지 캐천바크는 미국 공군장관을 위하여 변호사로 일했다.  그는 또한 럿거스 로스쿨, 예일 법학대학원과 시카고 대학교에서 법학을 강의하였다.
1961년 그는 미국 법무부에 가입하여 이듬해 존 F. 케네디 대통령은 그를 법무부 차관으로 임명하였다.  케네디 대통령이 암살된 후, 캐천바크는 린든 B. 존슨 대통령을 위하여 지속적으로 일했다.
1965년 존슨 대통령은 그를 65대 법무장관으로 만들었으며 이것은 그가 미국 정부를 위하여 최고 법률 책임자였던 것을 의미하였다.  그는 1966년까지 이 직업을 보유하였으며 그 후에 1969년 국무부 차관이 되었다.

## 학교 문 앞에 서 있던 사건

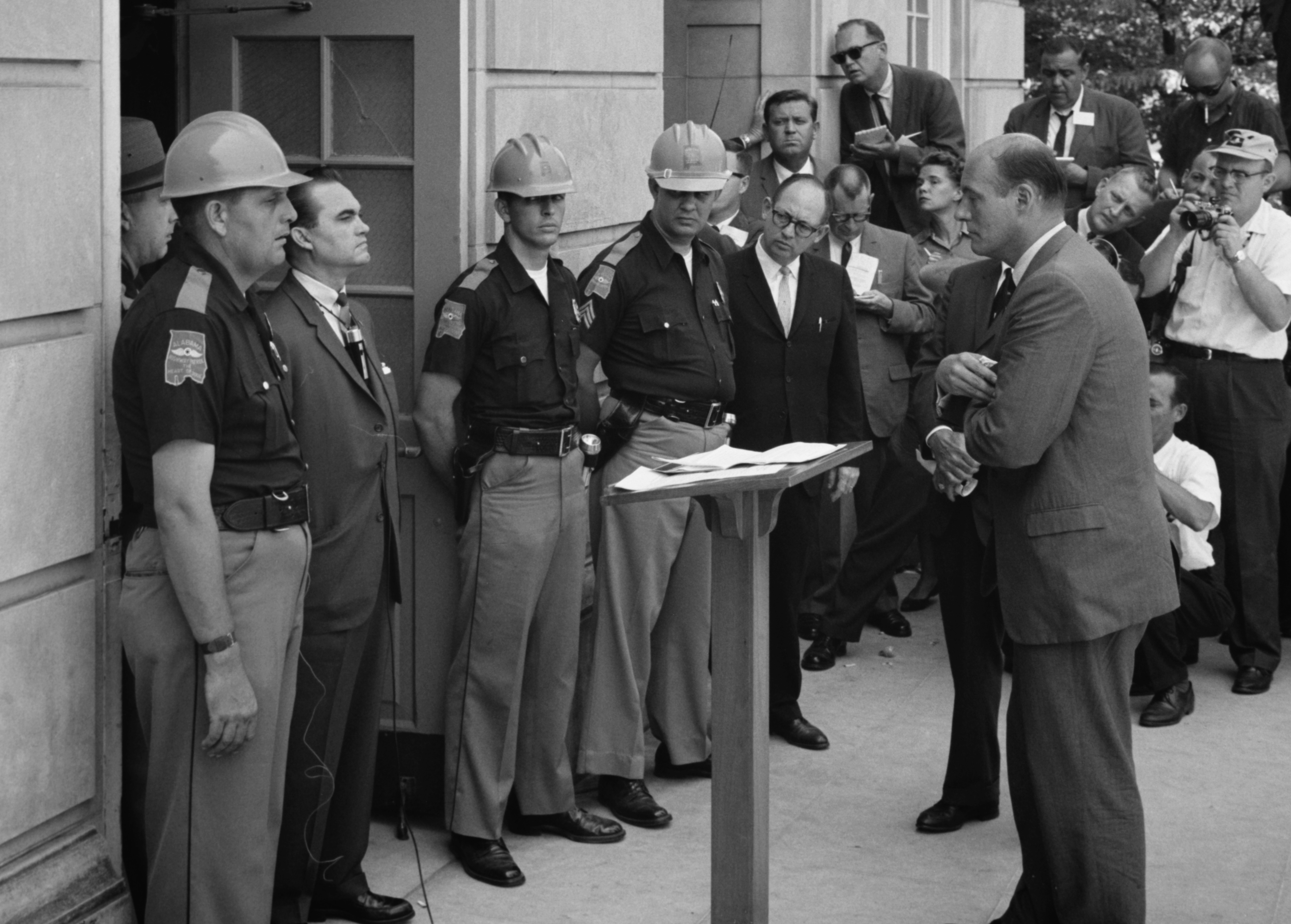
앨라배마주지사 조지 월리스 (정문 앞)가 어떤 흑인 학생들을 앨라배마 대학교에 들어오는 것으로부터 막으려고 했던 사건. 캐천바크 (오른쪽)가 그에게 맞서고 있는 모습

1963년 6월 11일 캐천바크는 흑인 민권 운동에서 매우 유명한 사건의 일부였다.  이 사건은 "학교 문 앞에 서 있던 사건"으로 알려졌다.
앨라배마주지사 조지 월리스는 앨라배마 대학교에서 강당 앞에 섰다.  그는 2명의 흑인 학생들 - 비비언 멀론과 제임스 후드를 입학하는 것으로부터 막으려고 했다.  이것은 학교들이 인종 차별이 없어지는 것에 반대하는 것에 관한 그의 방향이었다.  
법무부 차관으로서 캐천바크는 학생들이 입학할 수 있도록 확실히 하는 데 거기에 있었다.  월리스 주지사는 결국적으로 비켰다.  그는 앨라배마주 방위군의 장군에 의하여 명령을 받은 후에야 그렇게 했다.

## 존 F. 케네디 암살 사건 조사에서 역할
캐천바크는 존 F. 케네디 암살 사건 후에 중요한 일부 역할을 했다.  1963년 11월 25일 그는 암살 사건을 조사하는 데 특별한 그룹을 창조하는 제안을 했다.  이 그룹은 워런 위원회로 알려지게 되었다.
캐천바크는 리 하비 오스월드가 암살범이었으며 그가 홀로 혼자 행동했다는 것에 대중이 확실해야 하는 것을 믿었다.  이 위원회는 미국의 연방 대법원장 같은 매우 중요한 사람들을 포함하였다.  음모론을 믿는 어떤이들은 이후에 캐천바크의 메모를 정부의 은폐의 징후로 지적하였다.

## 이후의 세월과 유산
1969년 정부 봉사를 떠난 후, 캐천바크는 큰 컴퓨터 회사 IBM을 위하여 일했다.  그는 정부가 IBM을 해산하려고 했던 장기적 법적 소송 동안 그들의 주요 변호사였다.  그는 1982년 IBM이 이 소송을 이기는 도움을 주었다.
1986년 IBM에서 퇴직한 후 그는 그러고나서 뉴저지주에 있는 로펌에서 파트너가 되었다.  1991년 그는 국제상업신용은행 (BCCI)의 의장이 되었다.
1996년 캐천바크는 미국 선거인단의 뉴저지주 단원들 중의 하나였다.  이 단원들이 미국의 대통령을 위하여 투표를 행사하였다.  그는 클린턴/고어 공천 후보를 위하여 투표하였다.  1998년 그는 또한 청문회가 열린 동안 빌 클린턴 대통령을 지지하는 데 의회로 증언하였다.
이후에 그는 통신 회사 MCI 커뮤니케이션을 위하여 비상임 회장이 되었다.
캐천바크는 미국 예술 과학 아카데미 같은 중요한 그룹들의 회원이었다.  그와 그의 부인은 뉴저지주 프린스턴으로 퇴직하였다.  그의 아들 존 캐천바크는 잘 알려진 작가이며 딸 마리아도 또한 출판된 소설가이다.
2012년 5월 8일 캐천바크는 90세의 나이로 사망하였다.  그는 공공 서비스에서 자신의 장기적 경력과 미국 역사의 주요 순간들에 자신의 역할들로 기억되었다.